# 이규백
이규백(李圭白, 2004년 2월 10일 ~ )는 대한민국의 축구 선수로, 포지션은 센터백이다. 현재 K리그2 경남 FC 소속이다.

## 클럽 경력
2022년 포항제철고등학교 3학년때 K리그1의 포항 스틸러스에 준프로계약으로 합류하였다.
포항 스틸러스 최초의 준프로 계약 선수이다.

## 수상 내역

### 구단

#### 포항 스틸러스
- 코리아컵
  - 우승 : 2023 ,2024